# 2010年12月澳门

## 12月31日
- 澳門、離島都有倒數活動迎接新一年來臨。澳門日報
- 行政長官、中聯辦主任、外交部駐澳特派員公署特派員分別發表元旦獻辭。華僑報（页面存档备份，存于）華僑報 （页面存档备份，存于）華僑報（页面存档备份，存于）

## 12月30日
- 衛生局宣佈為九澳村飛灰堆填區影附近的居民學生進行體檢。正報
- 日本三菱重工以46.88億元奪得「澳門輕軌系統第一期行車物料及系統」合約。市民日報[]

## 12月29日
- 劉本立獲委任為政策研究辦公室主任。但不少記者質疑政研室的研究報告不公開，是否有違透明決策、陽光政府的口號。印務局（页面存档备份，存于）正報
- 房屋局譴責前一日清拆青洲坊出現的暴力行為，並提出新措施，要求發展商在清拆木屋時，必須事前通報，並在房屋局及警方人員在場的情況下，才能進行木屋清拆。新聞局（页面存档备份，存于）

## 12月28日
- 青洲坊拆遷發生流血事件。多名戴口罩大漢持械闖入一間未談妥拆遷條件的木屋，狂毆屋內三名居民後逃去，導致三居民受傷，其中一人傷勢嚴重。正報

## 12月27日
- 政府公佈《澳門特別行政區主要官員通則》、主要官員守則，並成立大熊貓基金和政策研究辦公室。印務局（页面存档备份，存于）印務局（页面存档备份，存于）印務局（页面存档备份，存于）印務局（页面存档备份，存于）
- 立法議員吳國昌批評政府預算執行有無中生有以及超支情況，其中有項目超標近千倍。立法會

## 12月26日
- 新城填海區首階段總結：
  - 為期兩個月的新城填海區規劃第一階段公眾諮詢共收到一千八百七十九條意見，涉及十四範疇。華僑報（页面存档备份，存于）
  - 土地工務運輸局城市規劃廳廳長劉榕表示，新城填海區要先規劃，才有條件還地債。華僑報（页面存档备份，存于）
- 青洲坊拆遷
  - 房屋局會四戶會面，確認四戶都具有申請經濟房屋資格。新聞局（页面存档备份，存于）
  - 房屋局公佈青洲坊木屋家團合資格購買經濟房屋的名單。共有88戶符合資格。新聞局（页面存档备份，存于）
  - 房屋局再次表示，一直「密切跟進」青洲坊地段發展商的清遷工作。新聞局（页面存档备份，存于）

## 12月25日
- 各處慶祝聖誕。大堂舉行子夜彌撒。澳門日報
- 受寒冷天氣影響，社工局開放避寒中心。華僑報（页面存档备份，存于）

## 12月24日
- 香港海事處公布，與西北航運快線簽訂屯門碼頭的新租賃協議，提供來回屯門及澳門的渡輪服務，預計于2011年4月中之前開始營辦。中通社（页面存档备份，存于）

## 12月23日
- 國務院總理溫家寶會見來京述職的行政長官崔世安。他希望澳門特區政府在新的一年裏再接再厲，進一步提高施政水準，把澳門的事情辦得更好。中新社（页面存档备份，存于）
- 台山嘉翠麗A座及羅必信夫人大廈拆卸工程展開，騰出的土地將興建公共房屋。新聞局（页面存档备份，存于）
- 旅遊危機處理辦公室表示，較早前滯留倫敦的143名澳門留學生，其中93人已先後離開英國，其餘的學生亦已按情況獲得必須的協助。新聞局（页面存档备份，存于）
- 行政長官崔世安表示，國務院已基本批覆《粵澳合作框架協議》。新聞局（页面存档备份，存于）

## 12月22日
- 中共中央總書記、國家主席胡錦濤接見行政長官崔世安，充分肯定了他過去一年的工作。新華社（页面存档备份，存于）

## 12月21日
- 今年首11個月的綜合消費物價平均指數較去年同期上升2.71%。統計暨普查局（页面存档备份，存于）
- 行政長官崔世安對有澳門留學生滯留英國機場高度關注，表示政府將運用一切可行的辦法為他們提供協助，並盡快尋求便捷措施協助滯留學生返澳。新聞局（页面存档备份，存于）
- 由九澳多個教育機構職員組成的「關注九澳堆填區有毒廢料聯盟」舉行記者會，並到政府總部遞交公開聲明，提出六項要求，並向環保局說「不信任」、「不同意」、「不承認」。正報

## 12月20日
- 特區政府舉行升旗、酒會等多項活動，慶祝澳門回歸十一周年。行政長官崔世安在酒會致辭時指出，必須把發展經濟、改善民生置於政府施政的重中之重。華僑報（页面存档备份，存于）
- 約一千二百名市民參加回歸日民主大遊行，反映「反貪腐、爭民主、保民生」、反對未經諮詢在黑沙環衛生中心設立美沙酮中心等各項訴求。正報
- 行政長官崔世安赴京述職，並將與質檢總局及商務部領導會面，以擴闊輸澳糧副食品及鮮活食品的貨源。澳門日報
- 運輸工務司司長劉仕堯表示，將在今年底或明年初同時公布興建細面積樓宇的土地及將工廠大廈改建為細面積單位樓宇的數量後，再公開拍賣興建細面積單位的土地。市民日報[]

## 12月19日
- 特區公佈本年授勳名單。前行政長官何厚鏵獲大蓮花榮譽勳章。新聞局（页面存档备份，存于）

## 12月18日
- 中央贈澳大熊貓開開、心心自成都出發，乘國航專機抵澳。澳門日報
- 新澳門學社就回歸日民主大遊行路線的上訴被終審法院駁回。學社表示尊重裁決。華僑報（页面存档备份，存于）

## 12月17日
- 氣象局清晨錄得4.1℃低溫，創十年來十二月最低溫度。澳門日報
- 可持續發展策略研究中心解散前召開總結會。華僑報（页面存档备份，存于）
- 舊區重整諮詢委員會完成討論《舊區重整法律制度》草案的3項配套行政法規。市民日報[]
- 行政會完成討論多項法規，包括法律改革辦公室和國際法事務辦公室，合併為法律改革及國際法事務局。正報

## 12月16日
- 前澳門立法會主席曹其真在科大的活動上批評官員疏於學習思考，卻把精力用於應酬。華僑報（页面存档备份，存于）
- 澳門律師公會換屆。華年達連任理事會主席。澳門日報
- 民署表示，熊貓館超支一千萬仍屬合理。正報
- 土地工務運輸輸局局長賈利安表示，路氹城地段第7期和第8期並沒有批予任何的承批人。市民日報[]
- 終審法院對一宗涉及僭建天台屋的個案進行裁決，駁回上訴人之上訴。新聞局（页面存档备份，存于）
- 工聯權益工作部主任李靜儀批評，政府先批出二千名外僱予銀河娛樂場渡假村，再要求增聘四千名本地僱員的舉措是本末倒置。澳門日報

## 12月15日
- 立法會一般性通過修改房屋稅法案，細則性討論及表決通過《因執行公共職務的司法援助》法案以及明年財政預算案。其中在財政預算方面，議員吳國昌等批評過去一年無中生有或出現超支情況佔了已公開的重大工程中大約四分之三。華僑報（页面存档备份，存于）華僑報（页面存档备份，存于）華僑報（页面存档备份，存于）
- 環境保護局局長張紹基就九澳飛灰堆填區事件表示，會持開放態度對事件跟進到底，正展開採樣化驗工作，還未能用數字斷言飛灰「無影響」。正報
- 經濟財政司司長譚伯源重申，自今年三月起的三年內，規範本澳賭枱數目維持在5500張之內。至於銀河娛樂獲批2000名外勞名額，譚表示是避免影響中小企的生存。新聞局（页面存档备份，存于）
- 一名女子在外港客運碼頭上岸時失足墜海傷頭，一名水手落海救人時同告受傷。澳門日報

## 12月14日
- 《土地法》諮詢文本今日起展開為期一個半月的最後諮詢，爭取在明年第三季完善修訂草案及盡快進入立法程序。澳門日報
- 房屋局與青洲坊木屋居民會面，局方重申安置的審核標準，只會對已登記且合資格的木屋佔用人進行安置。新聞局（页面存档备份，存于）
- 人資辦證實，月初向銀河娛樂度假村批出二千個外僱名額，當中包括各種職位，但強調在批出有關名額時，規定有關博企必須聘用不少於四千名本地僱員，同時本地僱員的入職和培訓必須優先於外僱。市民日報[]
- 澳博行政總裁何鴻燊於12月10日把3.81億股（市值48億元），轉予梁安琪。明報（页面存档备份，存于）
- 十二名來自南京的澳航乘客因不滿航空公司安排佔領一班原訂前一天抵澳的航機達七小時，被警方帶走。澳航擬提出刑事以及民事訴訟。市民日報[]
- 金沙中國公布會處理公共區域清潔員薪酬不均的問題，較早入職的員工薪酬會由明年3月起與相對較遲入職的員工看整。澳門電台（页面存档备份，存于）

## 12月13日
- 行政長官批示，禁止進口無煙道式氣體熱水爐，公佈後30天生效。印務局（页面存档备份，存于）
- 行政長官崔世安一連兩日出訪深圳和廣州南沙区。澳門每日時報
- 中級法院批准檢察院就體發局前局長蕭威利涉嫌濫用職權案提出的上訴，案件排期審理。澳門日報
- 三人在珠海桂山島食用河豚中毒，分別在鏡湖醫院和珠海就醫。新聞局（页面存档备份，存于）

## 12月12日
- 四萬人參加公益金百萬行，籌得1,200萬元善款。澳門日報
- 運輸工務司司長劉仕堯表示，正在處理金沙中國被拒絕路氹金光大道第七及第八地段批給的上訴。另外，路環石排灣公屋首階段部分工程將於短期內招標，興建超過一千個單位。華僑報（页面存档备份，存于）
- 廉政專員馮文莊表示，修訂公職人員財產及利益申報法律制度將於本月內公開諮詢。市民日報[]
- 行政法務司司長陳麗敏表示，贈澳大熊貓落戶後需要隔離一個月。正報

## 12月11日
- 澳門威尼斯人度假村酒店的清潔員工與資方及博彩企業員工協會昨日舉行三方會議。會後總裁兼營運總裁愛德華．卓思表示，明年預算中考慮全面調整轄下員工的薪酬待遇。華僑報
- 出席科大畢業典禮的行政長官崔世安並無正面回應美沙酮中心一事，只表示「關於社會工作局明年的政策，當局已再一次透過新聞稿表明立場」。市民日報[]

## 12月10日
- 司警表示，較早前在威尼斯人度假村破獲的操控賣淫集團具高度組織性，且有頗佳的反偵查能力，每月的淫業收入估計數以百萬元計。澳門日報
- 有青洲木屋居民指發展商偷拆所居住的房屋。房屋局回應指有關家團已獲安置購買一個三房經濟房屋單位，當局要求發展商多與居民溝通。新聞局（页面存档备份，存于）
- 新澳門學社就有越南報章廣告為澳門渡假村招工遞信，敦促嚴格執行外勞為本地人工人補充的政策。正報
- 路環黑沙村一家四層高房屋被指霸地被當局清拆。華僑報（页面存档备份，存于）
- 工聯召開會員大會。市民日報[]
- 政府就美沙酮中心事件發出新聞稿，指將推出多項措施配合，並「期望社會各界尊重接受美沙酮治療人士的權利」。新聞局（页面存档备份，存于）

## 12月9日
- 司警局表示，一名河南商人懷疑中天仙局，被騙來到澳門，在私設賭局中輸去488萬港元。中通社（页面存档备份，存于）
- 司警凌晨到路氹城威尼斯人度假村酒店大規模掃黃。行動中查獲110名懷疑賣淫女子，另外拘捕22人，懷疑他們操控賣淫。澳門電台（页面存档备份，存于）
- 澳門海關與拱北海關採取了聯合行動，緝獲總重量123公斤的多種肉類並拘捕三人。新聞局（页面存档备份，存于）
- 數十名威尼斯人度假村的本地清潔員工，中午在酒店大堂靜坐抗議，不滿同工不同酬。公司承諾周六再與工人開會給予答覆，靜坐工人於晚上十時許散去。正報

## 12月8日
- 天主教澳門教區舉行晉鐸禮，是近二十年以來首次。晨曦[永久]
- 高士德大馬路下水道重鋪工程開始。首階段為提督馬路至連勝馬路一段東行線。十條巴士線受影響須改道。新聞局（页面存档备份，存于）
- 社工局代副局長黃艷梅就美沙酮中心一事回應時表示，事實勝於雄辯，希望市民給予多點時間讓政府證明，市民應包容有需要服務的人士。市民日報[]
- 氣象局錄得今年入冬以來最低溫攝氏13.4度。澳門日報
- 位於路環九澳堆填區附近的學校要求政府公開交代過去三年的堆填區亂象對人體造成甚麼影響，並提供資源讓師生進行身體檢查，甚至治療。正報

## 12月7日
- 運輸工務施政辯論
  - 議員關翠杏批評經屋入息上限是以商為本。市民日報[]
  - 多名議員就焚化爐和污水處理廠問題批評環保局。正報[永久]
  - 就是否能按期完成萬九公屋，運輸工務司司長劉仕堯聲言，不到最後一刻不會輕言放棄。市民日報[]
  - 電信管理局局長陶永強稱，公共電訊市場於2012年全面開放，又相信將來透過電話、互聯網和廣播三網融合，可為市民帶來方便，且價格將趨向合理。新華澳報
- 黑沙環有五百名居民晚上遊行抗議在衛生中心設立美沙酮中心，示威者經衛生、社工兩局局長解釋後於翌日凌晨散去。華僑報（页面存档备份，存于）
- 學生能力國際評估計劃成績公佈，澳門的教育公平程度稱冠全球，但澳生的閱讀素養能力僅在五十六個國家地區居廿八位，而且澳生對教師認同感低。澳門日報
- 中國工商銀行指，已有三成人與之達成回贖七成投資額的共識，事件涉及總金額兩、三千萬。華僑報（页面存档备份，存于）

## 12月6日
- 運輸工務施政辯論
  - 多位議員批評較早前遏抑樓市的措施欠效用，運輸工務司司長劉仕堯指已經今年收回五幅閒置土地，又指石排灣公屋會增加兩千單位，並不排除會再出招打擊炒風。澳門日報
  - 運輸工務司司長劉仕堯形容部份收地個案曾遇到「兵凶戰危」、「臨時兵變」等惡劣情況，又對兩名局長要蹲在地盤食飯盒，感到心酸。正報
  - 四位議員批評政府批給土地不公。華僑報（页面存档备份，存于）
- 行政長官批示，設立公共廣播服務工作小組，由八名成員組成，由容永恩任主席，宗旨為協助澳廣視成為公共廣播服務的提供者。印務局（页面存档备份，存于）

## 12月5日
- 位於三盞燈、正在裝修中的民署中區市民服務中心地庫停車場發生火警，一名外勞被燒死。正報
- 青洲坊發展商近日向仍未遷出居民發出最後搬遷日期通知，坊會呼籲合資格居民盡快完成登記，亦希望發展商提高補償金，政府則應妥善協助要搬遷的居民。華僑報（页面存档备份，存于）
- 埃塞俄比亞的尼加迪比比、中國王雪芹分別奪得澳門銀河娛樂國際馬拉松全馬男、女子全場總冠軍。澳門日報

## 12月4日
- 沙梨頭坊會舉辦論壇，同居民探討新水上街市興建設計之關注點和提出意見。華僑報（页面存档备份，存于）
- 就金沙集團位於路氹第七、八地段的批地申請被否決一事，政府表示「適當時候向外公佈」。新聞局（页面存档备份，存于）
- 社工局代局長容光耀表示，未來三年內會有三處殘障人院舍共二百名額提供予有需要者。另外，殘障分類評級工作也會爭取一兩年內完成。澳門日報
- 一連兩日的泰國文化暨文化食品展節在荷蘭園二馬路開幕。中新社（页面存档备份，存于）
- 運輸工務司司長劉仕堯在一個研討會上表示，未來希望在《粵澳合作框架協議》的基礎上，落實與珠海市開展兩地協同發展規劃研究工作。市民日報[]市民日報[]

## 12月3日
- 社會文化施政辯論
  - 社會文化司司長張裕指出，政府採用雙線並行發展策略，一方面開展調研和論證，另一方面選取8大產業擔當起先行先試的角色，探索本地文化創意產業的發展方向。市民日報[]
  - 旅遊局局長安棟樑表示，正研究利用舊建築物重新翻新成經濟型酒店，讓擁有入住牌照的旅館轉變成經濟型酒店，加快行政審批，增加平價酒店客房的供應。澳門日報
  - 澳大副校長黎日隆承認，法學院有較大改善空間。華僑報（页面存档备份，存于）
- 行政會完成討論修改《市區房屋稅規章》法案，建議下調房屋稅率，包括出租或非出租房屋，分別由16%下調至10%，及由10%下調至6%。正報
- 根據消費者委員會調查，多個牌子的泰米在多個零售點的零售價升幅約由7%有超過12%不等。新聞局（页面存档备份，存于）

## 12月2日
- 社會文化施政辯論
  - 社會文化司司長張裕就修訂控煙法仍未完成草案新文本向立法會致歉。華僑報（页面存档备份，存于）
  - 衛生局局長李展潤表示，由於醫療事故法草案未能達到立法的目的，因此當局會參考其他國家的經驗，再對草案作詳細的修訂。正報
  - 張裕表示，私校教師職程框架的法律條文仍處調整階段，暫未送交行政會討論。市民日報[]
- 法國飲食指南《米其林指南》公佈公佈2011年港澳地區飲食指南，五十二家來自澳門的餐廳和酒店（卅八家食肆與十四家酒店）入選。澳門日報

## 12月1日
- 第三季新批住宅按揭貸款及商用物業貸款按季分別下跌22.3%及12.4%。新聞局（页面存档备份，存于）
- 社會保障基金於本月起為六十五歲或以上人士辦理任意性制度及補扣供款申請。新聞局（页面存档备份，存于）
- 今年新增二十二宗愛滋病感染個案。華僑報（页面存档备份，存于）
- 中國科學技術部同意在澳門設立兩個國家重點實驗室，分別為澳門大學與澳門科技大學聯合設立的「中藥質量研究國家重點實驗室」與澳門大學設立的「模擬與混合信號超大規模集成電路國家重點實驗室」。市民日報[]
- 有購買「精明債券」而蒙受損失的居民到中國工商銀行遞信，不滿對方未按特區政府指示處理，只與部份客戶接觸，要求安排代表與所有受害人直接會面，協商解決。正報
- 立法會第二常設委員會分析及討論《2011財政年度預算案》法案。二常會主席陳澤武表示，八個部門今年一至九月的投資計劃執行率為零。澳門日報